# Préfecture de Jiroft
La préfecture de Jiroft est une division administrative de la province de Kerman en Iran.
En 2006 sa population était de 181 300 habitants.

## Galerie

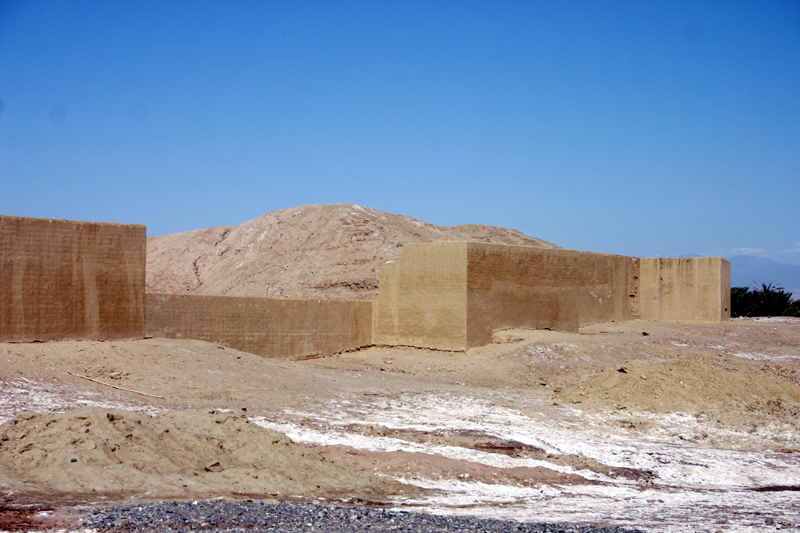
Ruines dans la préfecture de Jiroft
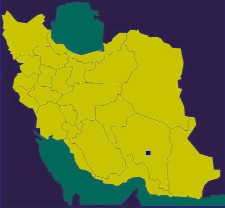
Localisation de Jiroft en Iran